# XXX Corps (Vereinigtes Königreich)

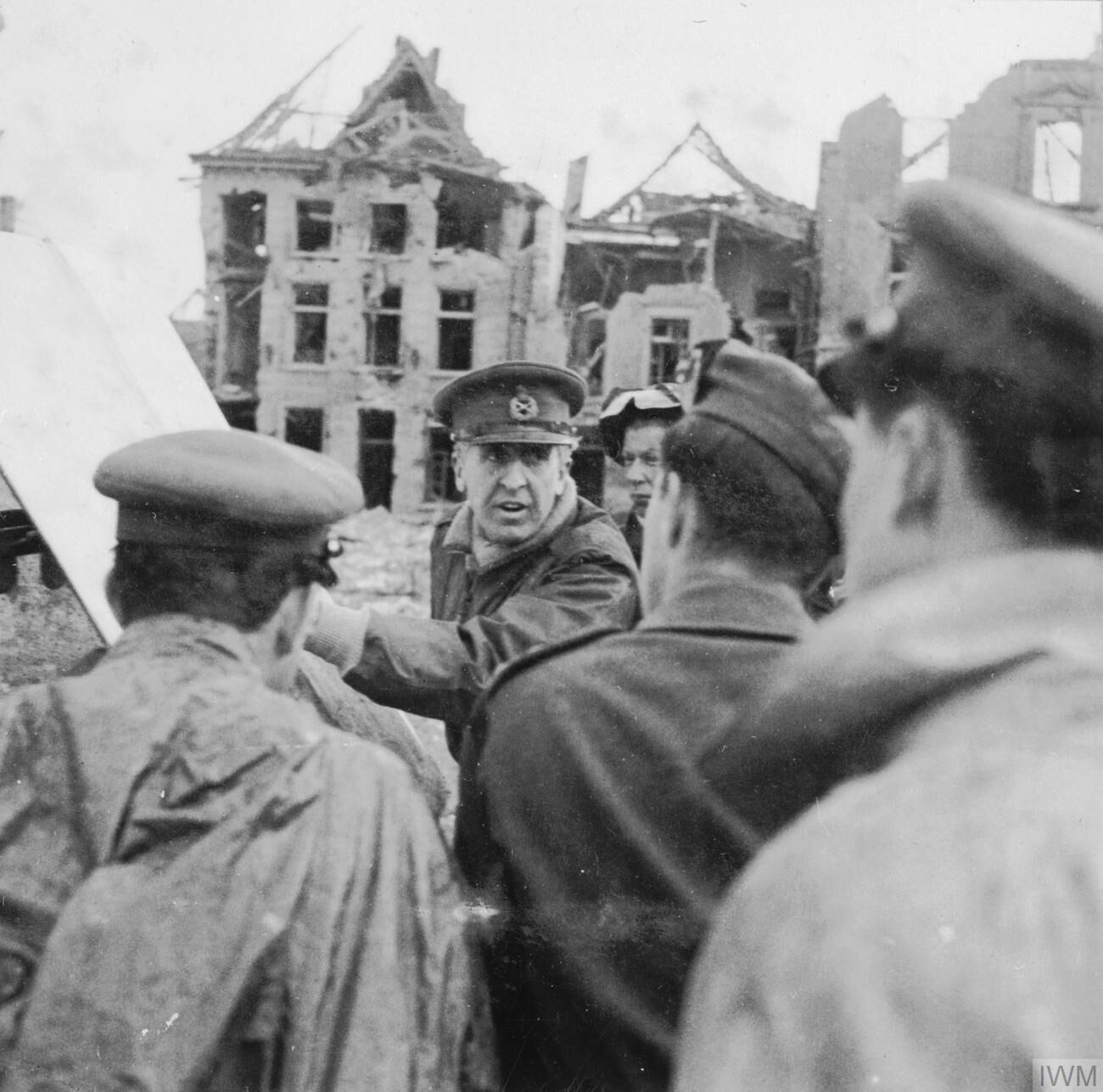
Lieutenant General Sir Brian Horrocks (1895–1985) Befehlshaber des XXX Corps 1944/45

Das  XXX Corps (deutsch 30. Korps) war ein militärischer Großverband der British Army, der während des Zweiten Weltkrieges in Afrika und Europa zum Einsatz kam.

## Geschichte
Erster Befehlshaber des im August 1941 aktivierten XXX. Corps war Generalleutnant Vyvyan Pope. Das Corps war unter der neu formierten 8th Army eingesetzt und beteiligte sich während des Afrikafeldzuges an fast allen militärischen Operationen in Nordafrika.

### 1942
Während der Schlacht von Gazala (ab 26. Mai 1942) unterstand dem XXX. Corps unter General Charles Norrie folgende Verbände:
- 1st Armoured Division (Major-General Herbert Lumsden)
- 7th Armoured Division (Major-General Frank Messervy)
- 29th Indian Infantry Brigade
- 1st Free French Brigade Group (General Marie-Pierre Kœnig)

Unter dem Befehl von Lieutenant General William H. Ramsden stand das Corps in der Ersten Schlacht von El Alamein (September 1942) am Küstenabschnitt, unterstellt waren dabei:
- 7th Armoured Division
- 2n Newzealand Division
- 4th Indian Division (Major-General Francis Tuker)
- 1st Free French Brigade

Reserve: britische 50th Division
Bei der entscheidenden Schlacht von El Alamein (Operation Lightfoot ab 23. Oktober 1942) stand das Korps unter dem Befehl von General Oliver Leese wieder am nördlichen Abschnitt bei El Alamein mit folgenden Verbänden:
- 9th Australian Division (General Leslie James Morshead)
- 2n Newzealand Division (General Bernhard Freyberg)
- 1st Armoured Division (Major-General Raymond Briggs)
- 51st (Highland) Division (Major-General Douglas N. Wimberley)

Nach Beginn der Operation Supercharge war bei Tel Aqqaqir der Durchbruch der deutsch-italienischen Linien bis zum am 3. November erreicht und der Rückzug des Afrikakorps auf Sollum erzwungen.

### 1943
Im Frühjahr 1943 operierte das Korps während des Tunesienfeldzuges schließlich an der Mareth-Linie. Während der (Operation Husky), der im Juli 1943 erfolgten Landung auf Sizilien waren unterstellt:
- 1st Canadian Division (Major-General Guy Simonds)
- 51st (Highland) Division (Major-General Douglas Wimberley)
- 231st Brigade (Major-General Robert Urquhart)

### 1944
Bei der Landung in der Normandie (6. Juni 1944) war das jetzt von General Bucknall geführte Korps der 2nd Army unter General Miles Dempsey unterstellt. Bei der ersten Welle wurde die 50th Infantry Division und die 27th Armoured Brigade gelandet. Vom 8. bis 19. Juni 1944 entbrannten bei Tilly-sur-Seulles Kämpfe mit der deutschen Panzer-Lehr-Division. Während der Schlacht um Caen (10. Juni bis 7. Juli) waren dem Corps folgende Verbände unterstellt:
- 3rd Division (Generalmajor Lashmer G. Whistler)
- 51st (Highland) Division (Generalmajor Thomas Rennie)
- 3rd Canadian Division (Generalmajor Rod Keller, später Daniel Spry)

Nach mehreren Wechseln übernahm ab 4. August 1944 Generalleutnant Brian Horrocks das Kommando, als das Korps während dieser Zeit an der Operation Garden, einem Teil der Gesamtoperation Market Garden (17./27. September 1944), teilnahm. Als entscheidend wurde der detailliert ausgearbeitete Zeitplan angesehen, der vorsah, dass das XXX. Corps nach drei Tagen die britischen Fallschirmjäger in Arnheim erreichen sollte. Neben der zugeteilten 43rd und 53rd Division versuchte besonders die Guards Armoured Division (General Adair) durch den angestrebten Vorstoß auf Nijmegen die in Arnheim eingeschlossenen Fallschirmverbände der 1st Airborne Division (Major-General Urquhart) Hilfe zu bringen.

### 1945
Während der Schlacht im Reichswald der 1st Canadian Army unterstellt, brach das XXX. Corps am 8. Februar 1945 südöstlich von Nijmegen aus dem Frontvorsprung zwischen Maas und Rhein gegen den Reichswald vor. Am ersten Tag verschossen 1034 Geschütze auf eine Front von sieben Meilen, über eine halbe Million Granaten. General Horrocks setzte 5 Infanterie-Divisionen und 3 Panzerbrigaden zum Durchbruch der deutschen Stellungen ein.
In der Operation Plunder vollzog das XXX. Corps am 23. März den Rheinübergang mit der 43rd und 51st Division bei Rees. Unterstützt durch Schwimmpanzer hatten bis 9:45 Uhr alle drei Brigaden den Rhein überquert, doch dauerten die Kampfhandlungen noch bis zum Nachmittag an.
Nach dem Kriegsende (Mai 1945) bildete das XXX. Corps einen Teil der Besatzungstruppen in der britischen Besatzungszone und war dabei im Wesentlichen für das heutige Niedersachsen zuständig.

## Kommandierende Generale
- Lieutenant-General Vyvyan Pope (August bis Oktober 1941)
- Lieutenant-General Charles Norrie (November 1941 bis Juli 1942)
- Lieutenant-General William Ramsden (Juli bis September 1942)
- Lieutenant-General Oliver Leese (September 1942 bis Dezember 1943)
- Lieutenant-General Gerard Bucknall (Januar bis August 1944)
- Lieutenant-General Brian Horrocks (August 1944 bis Dezember 1945)
- Lieutenant-General Alexander Galloway (Dezember 1945 bis September 1946)